# Třebušín
Třebušín är en ort i Tjeckien.   Den ligger i regionen Ústí nad Labem, i den nordvästra delen av landet, 60 km norr om huvudstaden Prag. Třebušín ligger 337 meter över havet och antalet invånare är 466.
Terrängen runt Třebušín är huvudsakligen kuperad, men söderut är den platt. Terrängen runt Třebušín sluttar söderut. Runt Třebušín är det ganska glesbefolkat, med 38 invånare per kvadratkilometer. Närmaste större samhälle är Ústí nad Labem, 14,0 km nordväst om Třebušín. Trakten runt Třebušín består till största delen av jordbruksmark.